# Little Cranberry Lake (Annapolis)
Little Cranberry Lake är en sjö i Kanada.   Den ligger i provinsen Nova Scotia, i den sydöstra delen av landet, 800 km öster om huvudstaden Ottawa. Little Cranberry Lake ligger 195 meter över havet. Arean är 0,12 kvadratkilometer. Den ligger vid sjöarna  Big Molly Upsim Lake och Pond Hole. Den sträcker sig 0,6 kilometer i nord-sydlig riktning, och 0,5 kilometer i öst-västlig riktning.
I omgivningarna runt Little Cranberry Lake växer i huvudsak blandskog. Runt Little Cranberry Lake är det mycket glesbefolkat, med 2 invånare per kvadratkilometer.